# Реймон (коммуна)
Реймо́н (фр. Raymond) — коммуна во Франции, находится в регионе Центр. Департамент — Шер. Входит в состав кантона Дён-сюр-Орон. Округ коммуны — Сент-Аман-Монтрон.
Код INSEE коммуны — 18191.

## География
Коммуна расположена приблизительно в 220 км к югу от Парижа, в 120 км юго-восточнее Орлеана, в 26 км к юго-востоку от Буржа.
По территории коммуны протекает небольшая река Бертуар.

## Население
Население коммуны на 2008 год составляло 205 человек.
| 1962 | 1968 | 1975 | 1982 | 1990 | 1999 | 2008 |
| ---- | ---- | ---- | ---- | ---- | ---- | ---- |
| 167  | 199  | 173  | 177  | 162  | 156  | 205  |

## Администрация
| Период | Период | Фамилия    | Партия | Примечания |
| ------ | ------ | ---------- | ------ | ---------- |
| 2001   | 2008   | Андре Пера |        |            |
| 2008   | 2014   | Рене Расль |        |            |

## Экономика
В 2007 году среди 116 человек в трудоспособном возрасте (15-64 лет) 87 были экономически активными, 29 — неактивными (показатель активности — 75,0 %, в 1999 году было 65,4 %). Из 87 активных работали 81 человек (46 мужчин и 35 женщин), безработных было 6 (1 мужчина и 5 женщин). Среди 29 неактивных 7 человек были учениками или студентами, 13 — пенсионерами, 9 были неактивными по другим причинам.

## Достопримечательности
- Романская церковь Сен-Лу (XIII век), перестроена в 1860 году